# 2011 MD
2011 MD — небольшой яркий астероид, околоземный объект, относимый к классам аполлонов и амуров. 27 июня 2011 года около 17:00 UTC (13:00 EDT) объект прошёл близко к поверхности Земли на расстоянии около 12 тысяч км (приблизительно такое значение имеет диаметр Земли).

## Описание

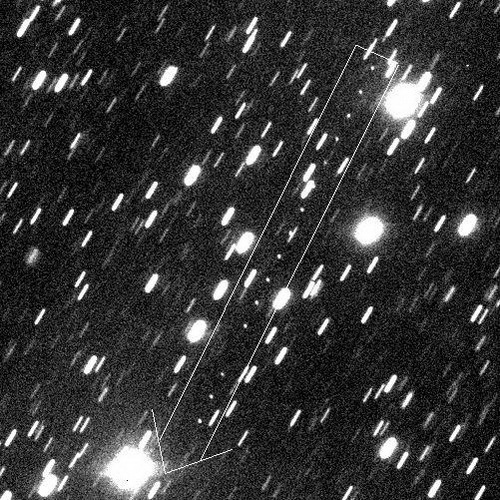
26 июня 2011 года

Хотя 2011 MD изначально считался обломком космического мусора, последующие наблюдения показали, что объект является астероидом. За несколько часов перед наиболее тесным сближением в 2011 году астероид находился близко к направлению на Солнце, поэтому наблюдения были возможны только в течение короткого периода. Астрономы-любители могли наблюдать астероид из Австралии, южной части Африки и из Северной и Южной Америки.
2011 MD был открыт 22 июня 2011 года астрономами LINEAR в Сокорро, Нью-Мексико при помощи двух роботизированных телескопов. В соответствии с первоначальными оценками размеры астероида составляют от 10 до 45 м. Однако, согласно более поздним данным абсолютная звёздная величина (H) равна 28,1 при альбедо 0,3, то есть размеры астероида близки к 6 м.
Эмили Болдуин (англ. Emily Baldwin) из журнала Astronomy Now утверждает, что угроза столкновения с данным астероидом отсутствует и, если астероид войдёт в земную атмосферу, то в основном сгорит, возможно образовав несколько метеоритов и не создав значимой угрозы для земной жизни.
Сближение 27 июня 2011 года увеличило орбитальный период 2011 MD с 380 дней до 396 дней. В ходе тесного сближения астероид прошёл мимо Земли с относительной скоростью 6,7 км/с при геоцентрическом эксцентриситете 1,1.
2011 MD наблюдался телескопом Спитцер в феврале 2014 года; по оценкам диаметр астероида составляет 6 метров. Астероид является пористым объектом вида «куча щебня» (англ. rubble pile) с плотностью примерно равной плотности воды. 29 июня 2014 года НАСА сообщило, что астероид 2011 MD является основным подходящим объектом для захвата в рамках миссии ARM в начале 2020-х годов.
| Параметр          | Эпоха          | Афелий (Q) | Перигелий (q) | Большая полуось (a) | Эксцентриситет (e) | Орбитальный период (p) | Наклонение (i) | Долгота восходящего узла (Ω) | Средняя аномалия (M) | Аргумент перицентра (ω) |
| Единицы измерения |                | а. е.      | а. е.         | а. е.               | —                  | (дни)                  | (°)            | (°)                          | (°)                  | (°)                     |
| ----------------- | -------------- | ---------- | ------------- | ------------------- | ------------------ | ---------------------- | -------------- | ---------------------------- | -------------------- | ----------------------- |
| До сближения      | 1 июня 2011    | 1,043      | 1,006         | 1,025               | 0,01804            | 379,1                  | 2,739°         | 97,79°                       | 269,8°               | 244,3°                  |
| После сближения   | 1 августа 2011 | 1,097      | 1,016         | 1,056               | 0,03875            | 396,9                  | 2,477°         | 273,0°                       | 29,09°               | 4,734°                  |

### Траектория
| - Траектория 2011 MD в проекции на плоскость земной орбиты. При взгляде под данным углом астероид проходит под Землёй - Траектория 2011 MD при взгляде из окрестностей Солнца |